# Lupus vulgaris
Pour les articles homonymes, voir Lupus.
 Mise en garde médicale

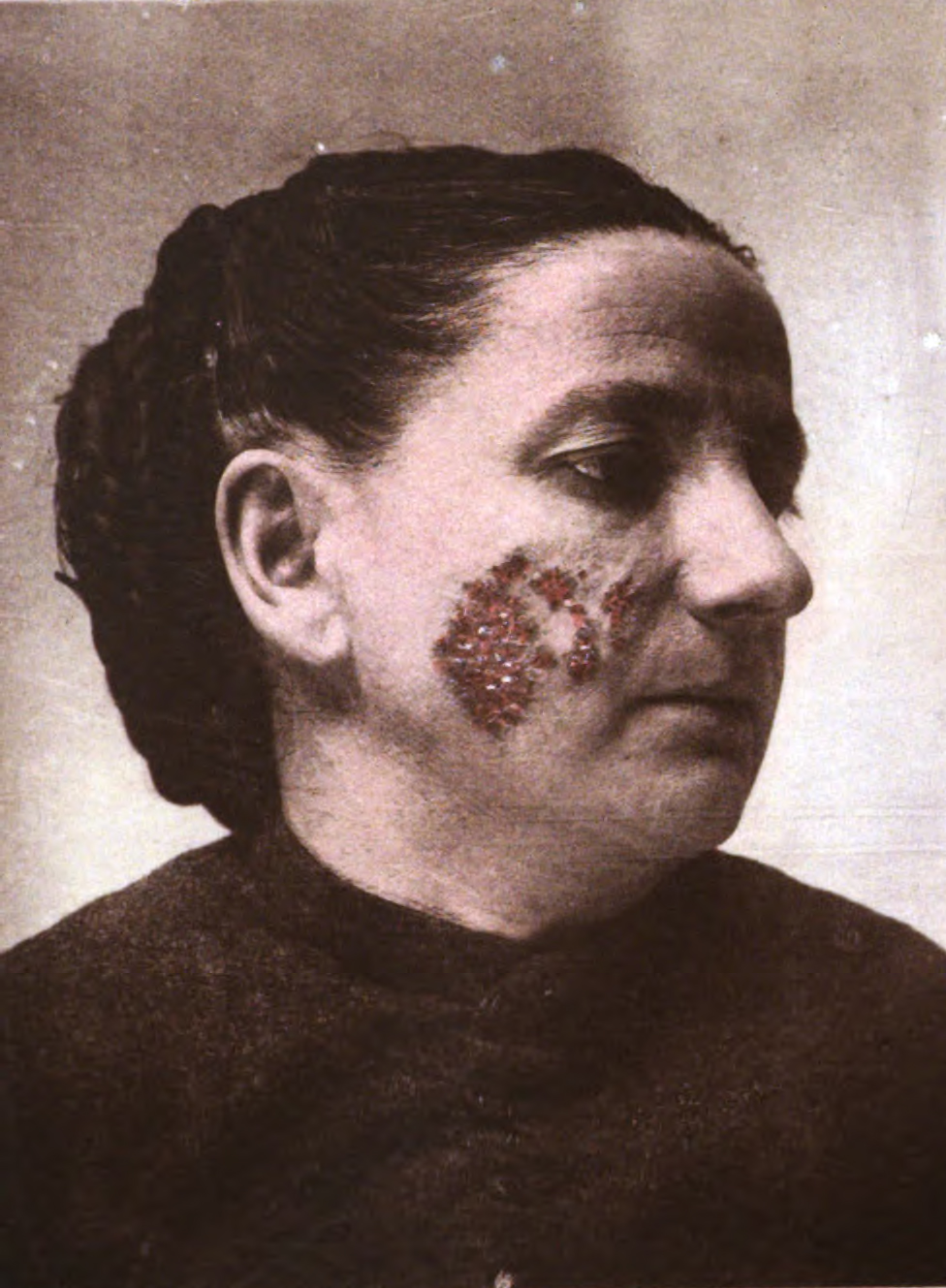
Lupus vulgaris

Lupus vulgaris (aussi connu sous le nom de Lupus vulgaire ou de Tuberculosis luposa) désigne des lésions tuberculeuses cutanées ayant une apparence nodulaire, elles apparaissent le plus souvent sur le visage autour du nez, des paupières, des lèvres, des joues et des oreilles. Les lésions peuvent mener à des ulcères cutanés qui défigurent le malade si elles ne sont pas traitées. 

## Histoire
Au XIXe siècle, cette maladie chronique et progressive marqua la population européenne, car elle pouvait demeurer sur le visage des personnes pendant 10 ans ou plus, et résistait à tous les traitements connus. C'est Niels Ryberg Finsen qui découvrit le premier traitement : une « concentration de radiations lumineuses ». Cette technique fait maintenant partie de la photobiomodulation.
Selon la plaque accompagnant une statue de bronze à l'entrée du Royal London Hospital, la reine Alexandra de Danemark (1844–1925), conjointe de Edouard VII d'Angleterre, « introduisit en Angleterre la cure lumineuse de Finsen pour le lupus, et remit la première lampe à cet hôpital. »

## Étymologie
Le terme lupus en tant que terme pour décrire un ulcère cutané date de la fin du XIIIe siècle, bien que ce ne fût qu'à partir du milieu du XIXe siècle que Lupus erythematosus et Lupus vulgaris furent ainsi nommés. Le mot lupus pourrait provenir de la rapacité et la virulence de la maladie : un ouvrage de 1590 affirme que c'était « un ulcère malicieux qui consummait rapidement les plus belles parties ; […] très affamé comme un loup,. »

### Traductions de
1. ↑  (en) « Introduced to England the Finsen light cure for Lupus, and presented the first lamp to this hospital »
2. ↑  (en) « a malignant ulcer quickly consuming the neather parts; ... very hungry like unto a woolfe »

## Crédits
- (en) Cet article est partiellement ou en totalité issu de l’article de Wikipédia en anglais intitulé « Lupus vulgaris » (voir la liste des auteurs).